# Baeoura directa
Baeoura directa är en tvåvingeart som först beskrevs av Carl Ernst Otto Kuntze 1914.  Baeoura directa ingår i släktet Baeoura och familjen småharkrankar. Inga underarter finns listade i Catalogue of Life.